# Wildlife Conservation Network
Le Wildlife Conservation Network est une organisation non gouvernementale américaine fondée en 2002 et destinée à la protection des espèces animales menacées.

## Missions et fonctionnement
Cette ONG, créée en 2002, se donne pour mission de protéger les espèces espèces animales menacées, notamment en préservant leur habitat naturel et en facilitant leur cohabitation avec les populations locales. Le Wildlife Conservation Network finance des programmes pour lesquels il s'associe avec d'autres associations de conservation de la nature ; en 2015, ses dépenses s'élevaient à 10 470 000 dollars dont 9 790 000 dollars destinés aux programmes.
Le Wildlife Conservation Network s'est notamment associé à l'ONG Save the Elephants pour constituer le « Elephant Crisis Fund », un fonds destiné à lutter contre la disparition des éléphants d'Afrique,.